# Salona
Salona var en forntida bosättning grundad av den illyriska folkstammen dalmaterna. Staden låg nära Solin och Split i dagens Dalmatien i södra Kroatien.
Efter att romarna besegrat illyrerna och intagit bosättningen blev Salona den romerska provinsen Dalmatias huvudstad. Staden förstördes av avarerna och slaverna år 614 och sedan ännu en gång år 634. 